# Estadio nacional de críquet (Tánger)
El Estadio nacional de críquet es un campo de críquet ubicado en la ciudad de Tánger, en el país africano de Marruecos. Es el único estadio principal de críquet en Marruecos. El estadio se construyó con una empresa con base en Dubái del magnate Abdur Rahmann Bukhatir como parte de su plan para globalizar el críquet y extenderlo por todo el mundo árabe. El espacio fue seleccionado para celebrar la Copa de Marruecos de 2002, que fue una competencia que incluyó a Pakistán, Sudáfrica y Sri Lanka. Siete partidos internacionales de un día se jugaron durante la competición, con Sri Lanka saliendo victoriosa al final. 